# Home (pel·lícula de 2009)
Home és un documental francès del 2009 dirigit per Yann Arthus-Bertrand . La pel·lícula està composta gairebé íntegrament per preses aèries de diversos llocs de la Terra . Mostra la diversitat de la vida a la Terra i com la humanitat està amenaçant l'equilibri ecològic del planeta. La versió anglesa va ser doblada per Glenn Close, la castellana per Salma Hayek i l'àrab per Mahmood Said.
Es va estrenar simultàniament el 5 de juny de 2009 als cinemes de tot el món, en DVD, Blu-ray, televisió i a YouTube, i es va estrenar a 181 països. La pel·lícula va ser finançada pel grup Kering . El concepte del documental es va inspirar en el llibre del director, Earth from Above . La pel·lícula es va estrenar al Dawn Breakers International Film Festival el 2012.